# 土野守
土野 守（つちの まもる、1936年10月4日 - 2017年10月2日）は、日本の政治家。元岐阜県高山市長（4期）。

## 経歴
岐阜県高山市出身。1959年中央大学法学部卒。自治省に入り、北海道庁、沖縄開発庁、新潟県庁に出向する。自治省官房企画官、同参事官などを経て、1994年の高山市長選に立候補して初当選、2010年までの4期務めた。2012年に旭日小綬章を受章した。2017年10月2日、すい臓がんのため死去。